# Ageniaspis atricollis
Ageniaspis atricollis är en stekelart som först beskrevs av Johan Wilhelm Dalman 1820.  Ageniaspis atricollis ingår i släktet Ageniaspis och familjen sköldlussteklar. Arten är reproducerande i Sverige. Inga underarter finns listade i Catalogue of Life.